# Ratusz w Gąbinie
Ratusz w Gąbinie – zabytkowa siedziba władz miejskich znajdująca się przy wschodniej pierzei dawnego rynku.
Jest to budowla klasycystyczna wzniesiona w 1836 roku zapewne według projektu Jakuba Kubickiego. Wyremontowana została w latach dziewięćdziesiątych XX wieku. 
Ratusz jest piętrowy i wzniesiony na planie prostokąta. Posiada ryzalit z attyką. Na piętrze jest umieszczona wnęka z balkonem. Nad oknami znajdują się półkoliste arkady. Budowla posiada dach blaszany, czterospadowy. W części centralnej jest umieszczona wieża na planie czworokąta zwieńczona małymi filarkami.